# جما گیلی
جما گیلی (انگلیسی: Gemma Gili؛ زادهٔ ۲۱ مهٔ ۱۹۹۴) بازیکن فوتبال اهل اسپانیا است.
از باشگاه‌هایی که در آن بازی کرده‌است می‌توان به باشگاه فوتبال زنان رئال سوسیداد، باشگاه فوتبال زنان بارسلونا، و باشگاه فوتبال زنان والنسیا اشاره کرد.
وی همچنین در تیم‌های ملی فوتبال Spain women's national under-17 football team, Spain women's national under-19 football team، و زنان اسپانیا بازی کرده‌است.